# Super-Kamiokande
Il Super-Kamiokande, abbreviato in Super-K, è un osservatorio di neutrini situato in Giappone, nella miniera di Kamioka (vicino alla città di Hida), costruito per studiare i neutrini solari, i neutrini atmosferici, il decadimento dei protoni e rilevare i neutrini provenienti da qualsiasi supernova della nostra galassia. Il Super-K fornì la prima prova dell'oscillazione dei neutrini nel 1998.
Il Super-K consiste in 50.000 tonnellate di acqua ultrapura circondate da 11.146 tubi fotomoltiplicatori. La struttura cilindrica misura 41,4 m di altezza e 39,3 m di diametro.
L'interazione di un neutrino con gli elettroni o i nuclei dell'acqua può produrre una particella carica che si muove più veloce della luce nell'acqua (ma più lentamente della luce nel vuoto). Questo fatto genera un lampo di luce dovuto alla radiazione Čerenkov, l'equivalente ottico del boom sonico. Il lampo genera tracce di luce registrate, che  informano sulla direzione e sul sapore del neutrino incidente.

## Storia
La costruzione dell'osservatorio sotterraneo di Kamioka, il predecessore dell'attuale "Kamioka Observatory, Institute for Cosmic Ray Research" dell'Università di Tokyo iniziò nel 1982 e fu completata nell'aprile del 1983 per investigare la stabilità della materia, una delle questioni fondamentali nel campo della fisica delle particelle elementari.
L'osservatorio era posto a 1.000 m sotto terra nella miniera Mozumi situata a Kamioka-cho, Gifu, Giappone. Il rivelatore (KAMIOKANDE: Kamioka Nucleon Decay Experiment) era un serbatoio con 3.000 tonnellate di acqua pura corredato da circa 1.000 tubi fotomoltiplicatori (PMT) attaccati alla superficie interna. Le dimensioni del serbatoio erano di 16 m in altezza e 15,6 m di diametro. I PMT raccoglievano le luci blu tenue, chiamate luci di Čerenkov, emesse dalle particelle cariche che attraversano l'acqua a velocità superiori a quelle della luce (nell'acqua).
Un aggiornamento del rivelatore fu eseguito nel 1985 per osservare i neutrini, aventi origine cosmica. Come risultato, il rilevatore divenne sensibilissimo e nel febbraio del 1987 riuscì a rilevare i neutrini provenienti da una supernova esplosa nella Grande Nube di Magellano.
I neutrini solari furono osservati nel 1988 contribuendo agli sviluppi nel campo dell'astronomia e dell'astrofisica. Per questa misurazione il gruppo di ricerca che ha lavorato all'esperimento ha ricevuto nel 1989 il Premio Bruno Rossi dalla American Astronomical Society.
Fino alla conferma della massa del neutrino nel 1998, i dati sperimentali erano consistenti con il fatto che il neutrino non avesse massa, anche se i teorici per molti anni avevano speculato sulla possibilità che i neutrini avessero massa diversa da zero.
Il 12 novembre 2001, circa 6.600 fotomoltiplicatori (da 3.000
dollari ciascuno) del Super-Kamiokande implosero, apparentemente in
una reazione a catena, dovuta alle onde di pressione di ogni tubo
imploso che si propagavano ai tubi vicini. Il rivelatore fu
parzialmente ripristinato ridistribuendo i tubi fotomoltiplicatori sani, e con l'aggiunta di gusci protettivi acrilici nella
speranza di evitare il riprodursi di una reazione a catena
(Super-Kamiokande-II).